# Limenitis dudu
Limenitis dudu är en fjärilsart som beskrevs av John Obadiah Westwood 1850. Limenitis dudu ingår i släktet Limenitis och familjen praktfjärilar. Inga underarter finns listade i Catalogue of Life.